# 울버린 (열차)
울버린(영어: Wolverine)은 미국 일리노이주 시카고 유니언 역에서 미시간주 폰티악 폰티악 역까지 운행되는 지역철도이다.

## 역사 및 현황
이 열차는 1971년에 미시간 중앙 철도에서 개통된 열차로 당시 시카고에서 디트로이트 구간을 운행했다. 1975년에 암트랙이 암트랙 터보라이너를 도입하면서 현재의 열차 번호를 부여하게 되었다. 1976년에 트와일라이트 리미티드로 명칭이 변경되었다. 같은 해 품질 문제로 암트랙 터보라이너 차량이 암프레이트로 순차적으로 교체되었고 1981년에 퇴역했다. 1988년에 코크타운 경유가 폐지된데 이어 1994년에 디트로이트 역이 새로 개장이 되면서 기존에 있던 미시간 중앙역이 폐쇄 되었다. 2004년에 다시 현재의 명칭으로 변경되면서 트와일라이트 리미티드가 폐지되었다. 2011년 통계 기준으로 503,290명이 이 노선을 이용했으며 2010년 479,782명으로 전년도보다 4.9% 증가되었다.

## 운행 노선

울버린 노선도 (interactive map)

## 사진

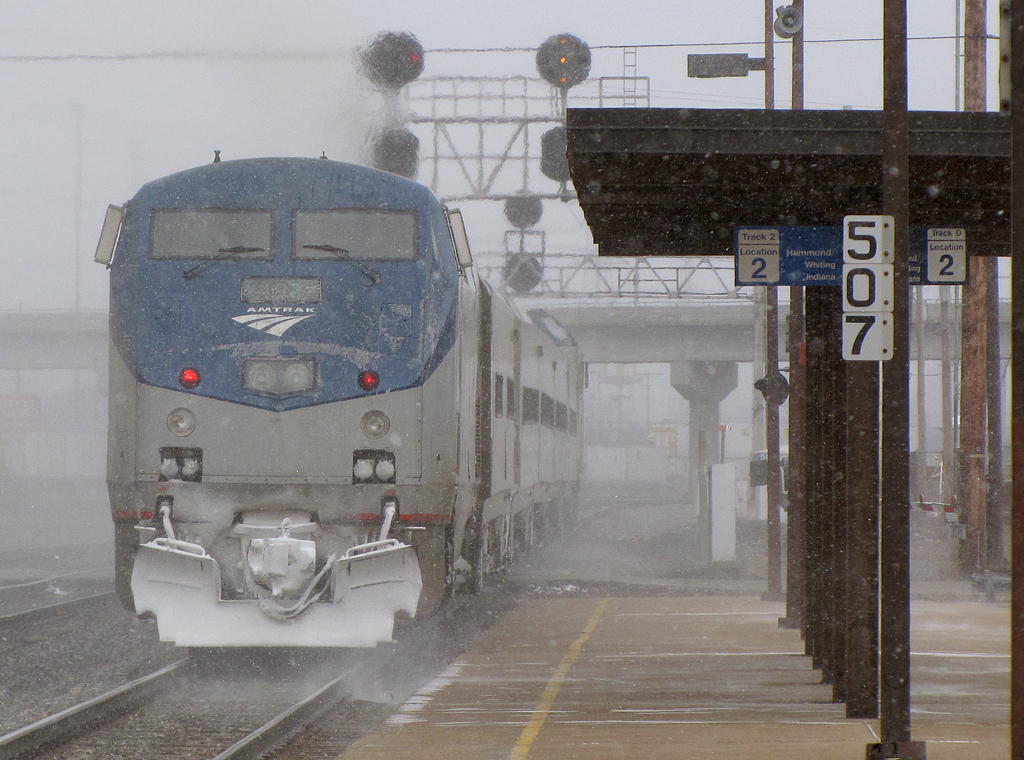
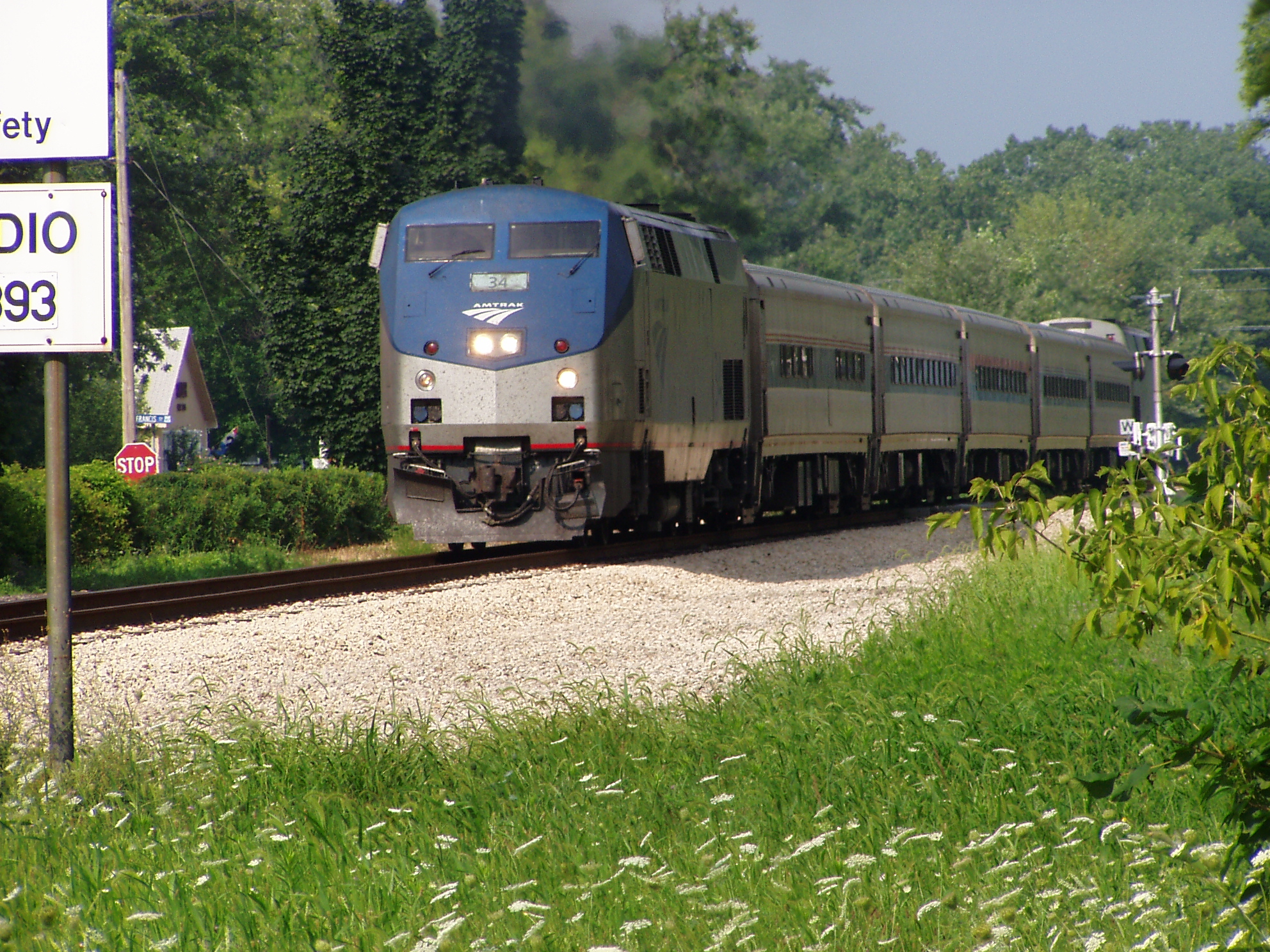
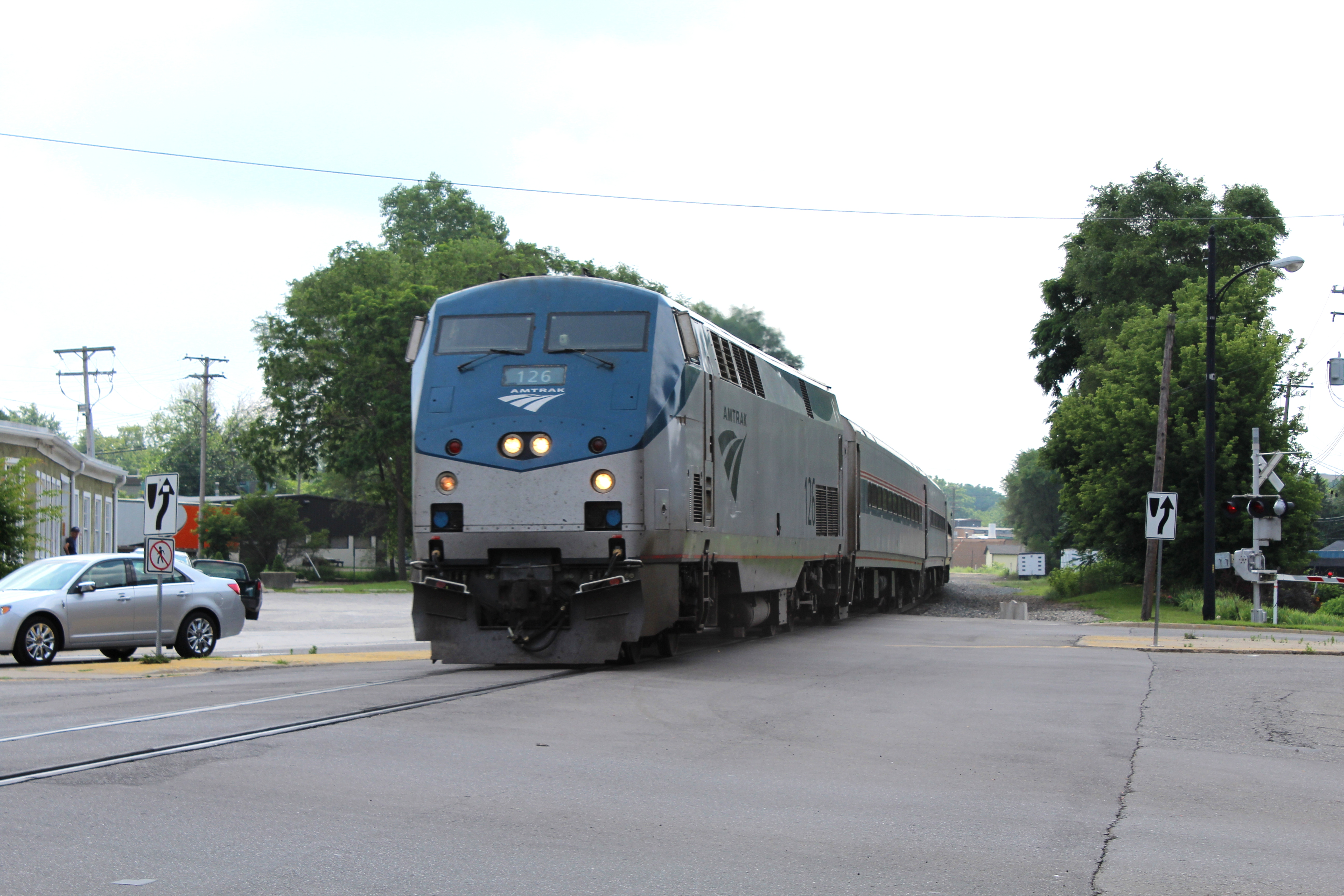
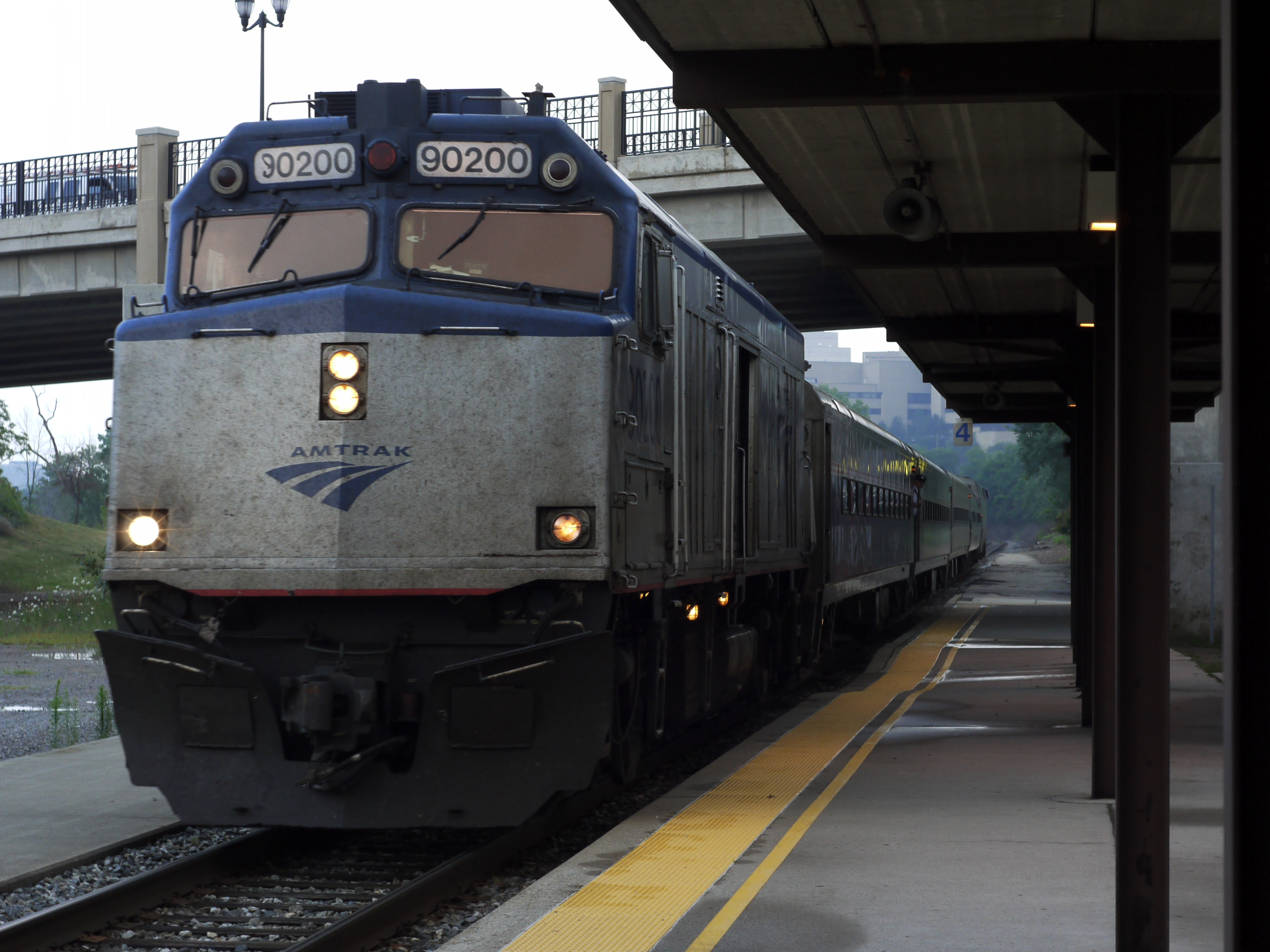
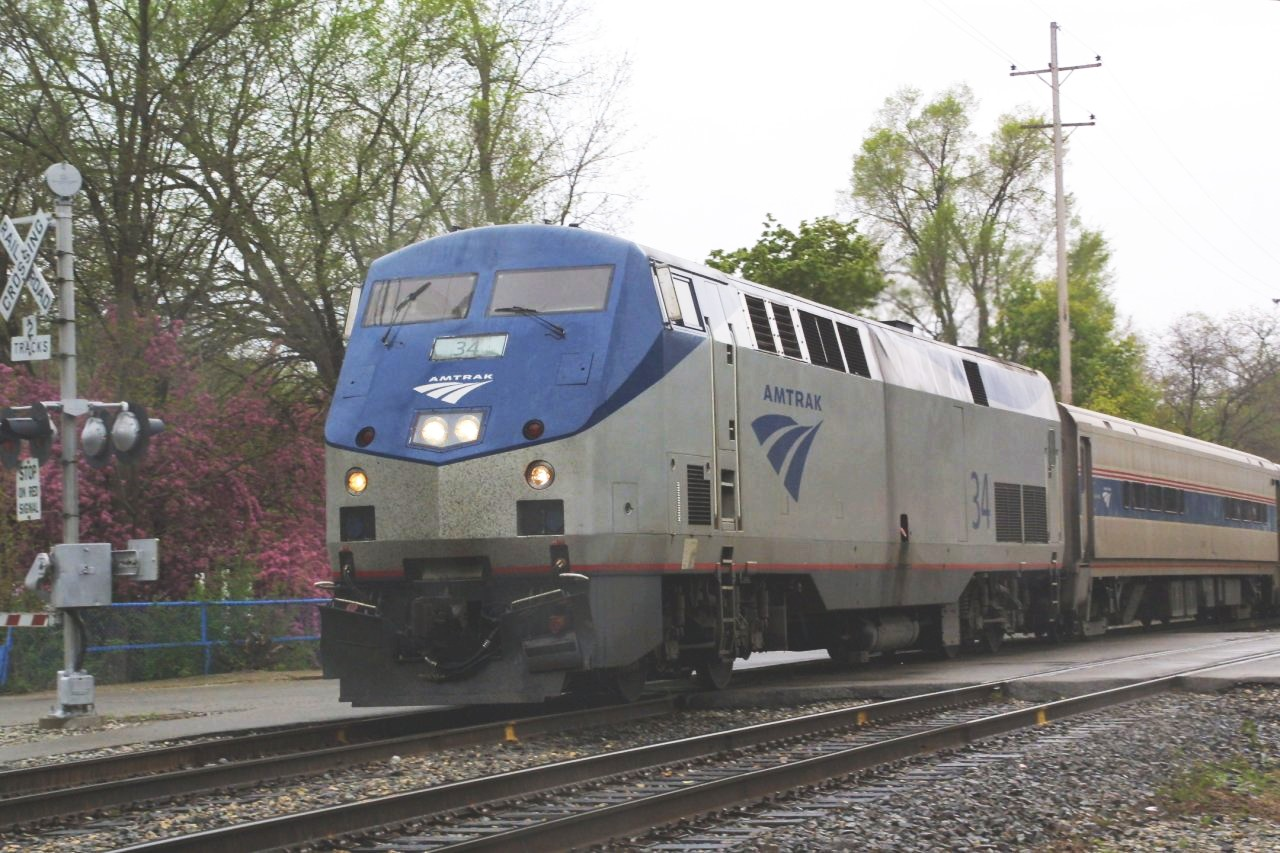